# Sunyer (gmina)
Sunyer – gmina w Hiszpanii, w prowincji Lleida, w Katalonii, o powierzchni 12,66 km². W 2011 roku gmina liczyła 297 mieszkańców.